# De perfecte podcast

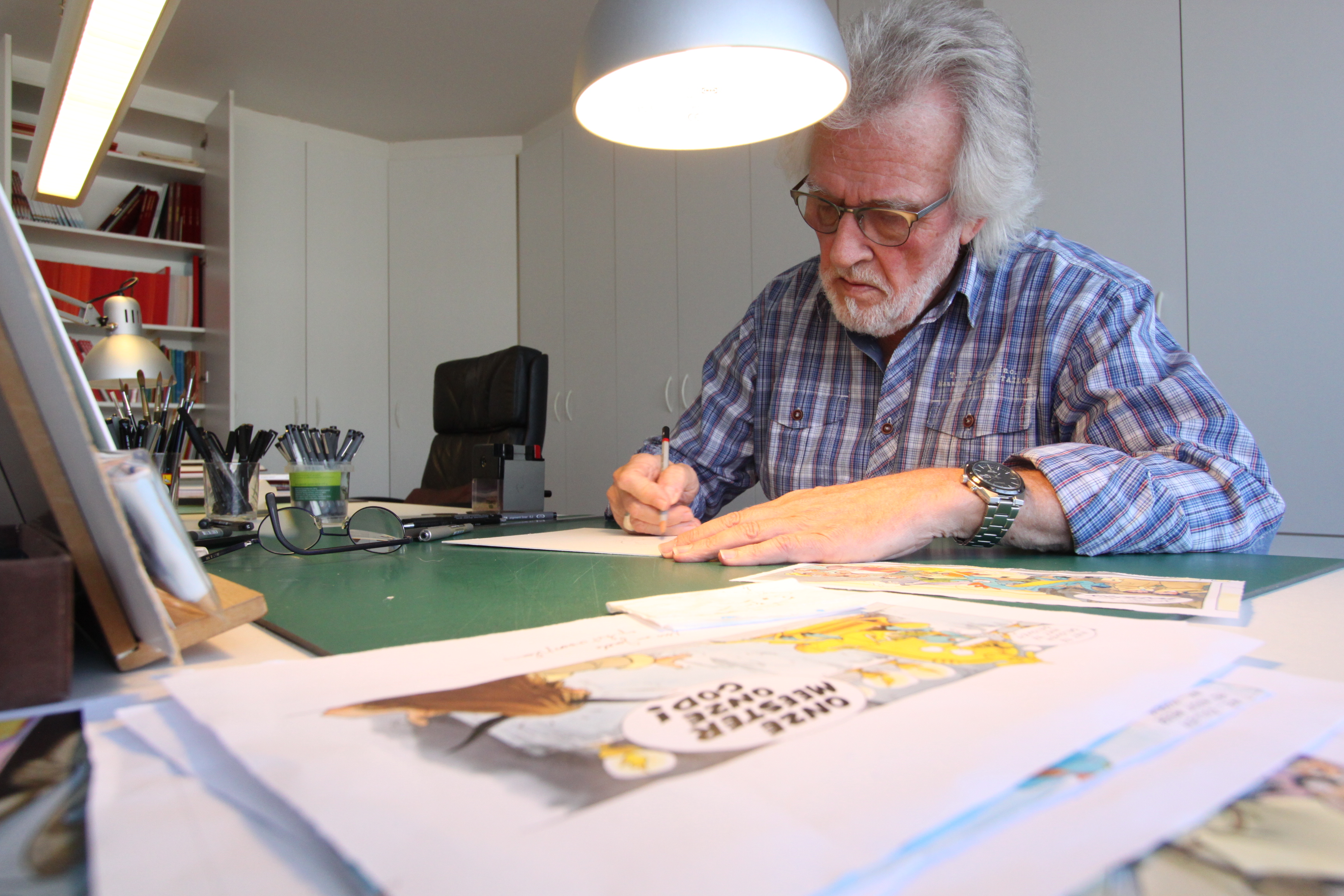
Paul Geerts in zijn werkkamer tijdens opnames voor De perfecte podcast.

De perfecte podcast is een podcast over Suske en Wiske door interviewer Koen Maas. In een reeks gesprekken neemt Maas (1978) in de podcast de geschiedenis van de Vlaamse stripreeks Suske en Wiske door. Hiervoor gaat hij in gesprek met makers, kenners en liefhebbers van de strip, die begon in 1945 en in 2020 haar 75-jarig jubileum vierde. De opnames voor De perfecte podcast begonnen eind 2018 en zijn nog niet beëindigd. De Perfecte Podcast werd in 2022 genomineerd voor de Belgian Podcast Awards in de categorie 'Prijs van Oranje' en werd daarbij tweede.

## Afleveringen
In de verschillende afleveringen komen onder meer fans aan het woord over hun liefde voor de strip. Met voormalig medewerkers van Studio Vandersteen praat Maas onder meer over hun samenwerking met de bedenker van Suske en Wiske, Willy Vandersteen. Ook sprak Maas met striptekenaar Charel Cambré, tekenaar van de Amorasreeks en strips als Jump en Filip en Mathilde. Daarnaast verschijnen er albumspecials, waarin beroemde verhalen onder de loep worden genomen. 
Tot nu toe zijn de volgende afleveringen geproduceerd:
1. Micha van Hoorn. Een fan die als kind bij Vandersteen te gast was.
2. Niels van der Made. Voorzitter van De Fameuze Fanclub.
3. Paul Geerts deel 1. Tekenaar van Suske en Wiske van 1972 tot 2002.
4. Eric de Rop. Inkter bij Studio Vandersteen en zoon van Eduard de Rop.
5. Paul Geerts deel 2. Over zijn bijdrage aan Vandersteens bezoek aan Mies Bouwman.
6. Charel Cambré. Tekenaar van de Amoras reeks en medewerker van Studio Vandersteen.
7. Philip de Smet. Directeur van het Suske en Wiske Museum in Kalmthout
8. Gerben Valkema. Tekenaar van de krantenstrip Elsje en van het hommage-album Cromimi.
9. Fans op de fanclubdag en tijdens het Stripspektakel in Kampen
10. Han Peekel. Bedenker en maker van Wordt Vervolgd en stripliefhebber.
11. Sander Lantinga. Stripverzamelaar en radiomaker bij 3FM en 538.
12. Hoorspelen van Suske en Wiske. Van de radiohoorspelen tot de luisterstrips.
13. Marc Verhaegen. Deel 1 met de derde tekenaar van Suske en Wiske van 2002 tot 2005.
14. Marc Verhaegen. Deel 2 met de derde tekenaar van Suske en Wiske van 2002 tot 2005.
15. De poppenserie van Suske en Wiske op TV. Een special over de poppen, de muziek en achtergronden.
16. Scenarioschrijver Peter van Gucht. Sinds 2005 bedenkt en schrijft hij de verhalen van Suske en Wiske.
17. Gerben Valkema. Hij tekende het hommage-album De Vroem-Vroem-Club.
18. Helena Vandersteen. Zij is de oudste dochter van Vandersteen en vertelt over haar vaders werk en verleden.
19. Ronald Grossey. Chroniqueur van Studio Vandersteen, hoofdredacteur van het Suske en Wiske weekblad en scenarist van 'De Verdwenen Joker.
20. Ron van Riet. Oud-medewerker van Studio Vandersteen en tekenaar van Robert en Bertrand. (wordt verwacht)
21. Albumspecial over 'De Poenschepper', waarin de rol van de duivel in Suske en Wiske verhalen besproken wordt samen met schrijver, dichter en letterkundige Bas Jongenelen.
22. Wout Schoonis. De nieuwe hoofdtekenaar van Suske en Wiske sinds juni 2023. Hij vertelt over zijn visie, zijn rol als assistent bij Luc Morjaeu en de toekomst van de strip.
23. Marc Legendre. Scenarist van de Suske en Wiske spin-off reeks Amoras en van Sam. Tekenaar van de Biebel strips.
24. Albumspecial over 'Het Spaanse Spook', waarin dieper wordt ingegaan op de bijnaam van Vandersteen. Hij werd 'De Bruegel van het Beeldverhaal' genoemd door Hergé. En er wordt ingezoomd op wat er van Pieter Bruegels werk terug te vinden is in de strip.
25. De Mogelijke Manga: een podcast over een crowdfunding voor een Suske en Wiske in Manga-stijl. Tekenares Marissa Delbressine en scenarist Roderick Leeuwenhart komen aan het woord.
26. Albumspecial over 'Rikki en Wiske'. Het verhaal waarmee Willy Vandersteen in 1945 de reeks begon. De aflevering werd uitgebracht ter ere van het tachtigjarig bestaan van de stripreeks.
27. Wordt verwacht: Albumspecial over 'De Schat van Beersel'.

## Krimson kaapt De Perfecte Podcast
In september van 2020 'kaapte' Krimson de podcast. Er verschijnen tien mini-hoorspelen (De Krimson Tapes) waarin de schurk, gespeeld door acteur Ivan Pecnik, zijn verhaal uit de doeken doet. Hierin blikt hij terug op de avonturen die hij heeft beleefd in de Amoras- en de Kronieken van Amoras albums. Het idee hiervoor kwam van Charel Cambré en het verhaal is geschreven door scenarioschrijver Marc Legendre. 
De afleveringen werden vanaf 17 september 2020 wekelijks gepubliceerd in de aanloop naar de release van het zevende deel in de Kronieken van Amoras reeks, 'Wie Niet Horen Wil'.

## De perfecte podcast op sociale media
Naast een audioreeks is De Perfecte Podcast ook actief op socialmediakanalen als Facebook, Twitter en Instagram. Hierop worden verhalen met historische achtergronden uitgelicht of wordt er ingehaakt op de actualiteit met verwijzingen naar Suske en Wiske-verhalen. 

## Gasthoofdredacteur van De StripGlossy
Deel 21/22 het stripmagazine De StripGlossy stond in augustus 2021 in het teken van Suske en Wiske. Koen Maas werd hiervoor gevraagd als gasthoofdredacteur, in navolging van Sander Lantinga, Carlo Boszhard en Peter R. de Vries. Deze editie van de glossy bevatte onder meer niet eerder gepubliceerde foto's van Willy Vandersteen, twee interviews van De Perfecte Podcast en een voorpublicatie van een aankomend verhaal van Amoras. Op de cover staat een tekening van Gerben Valkema, die inspiratie putte uit De tuf-tuf-club. Er is in de glossy eveneens een voorpublicatie te lezen van het tweede hommage-album van de hand van Valkema en de Franse scenarioschrijver Yann. Maas schreef het bijbehorende achtergronddossier voor de hardcover versie van het album.